# Борисов, Анатолий Николаевич
Анатолий Николаевич Борисов — советский хозяйственный деятель, полный кавалер ордена Трудовой Славы.

## Биография
Родился в 1942 году на территории оккупированной Брянской области. Член КПСС.
В 1963—2002 — кузнец-штамповщик, бригадир кузнецов-штамповщиков в кузнечном цехе Гомельского орденов Ленина и Трудового Красного Знамени завода сельскохозяйственного машиностроения имени 60-летия Великого Октября «Гомсельмаш» Министерства автомобильного и сельскохозяйственного машиностроения СССР/ ОАО «Гомсельмаш».
Указами Президиума Верховного Совета СССР от 12 мая 1977 года и 10 марта 1981 года соответственно за досрочное выполнение социалистических обязательств награждён орденами Трудовой Славы III и II степеней.
За большой личный вклад в дело изыскания и использования внутренних резервов был в составе коллектива удостоен Государственной премии СССР за выдающиеся достижения в труде 1982 года.
Указом Президента СССР от 18 октября 1990 года награждён орденом Трудовой Славы I степени, став полным кавалером ордена Трудовой Славы.
Живёт в Гомеле.